# Xenylla pseudomaritima
Xenylla pseudomaritima är en urinsektsart som beskrevs av James 1933. Xenylla pseudomaritima ingår i släktet Xenylla och familjen Hypogastruridae. Inga underarter finns listade i Catalogue of Life.